# Salvatore Luongo
Salvatore Luongo (Napoli, 6 giugno 1962) è un generale italiano, comandante generale dell'Arma dei Carabinieri dal 15 novembre 2024.

## Biografia
Nasce a Napoli il 6 giugno 1962 e trascorre l'infanzia tra Navelli e Venafro dove il padre Antonio è stato comandante delle Stazioni Carabinieri. Nel 1977 intraprende la carriera militare frequentando la Scuola militare "Nunziatella".
Ammesso nel 1980 nell'Accademia militare di Modena frequentando il 162º corso ordinario, e quindi il 162º corso della Scuola ufficiali carabinieri.
Nel settembre 1984 diventa comandante di plotone presso l'8º battaglione carabinieri Lazio, per poi diventare, nell'agosto del 1985, comandante della sezione infortunistica del Nucleo Radiomobile di Roma fino a novembre dello stesso anno quando diventerà comandante della sezione motociclisti fino al novembre del 1986, mentre dal novembre 1986 all'agosto 1988 è comandante della 2ª sezione. Dal settembre 1988 all'ottobre 1991 è comandante della Compagnia di Taurianova, per poi assumere il comando della Compagnia di Roma - Casilina dal 1991 all'agosto 1992 e successivamente, da settembre 1992 a settembre 1996, della Compagnia di Roma - Trastevere.
Dal settembre 1996 al settembre 1999 è addetto alla 2ª sezione dell'ufficio personale ufficiali del Comando generale dell'Arma dei Carabinieri per poi frequentare, dal settembre 1999 al luglio 2000, il 2º corso presso l'Istituto superiore di stato maggiore interforze. Al termine del corso diventa capo ufficio del capo di stato maggiore del Comando generale dell'Arma dei Carabinieri, fino al settembre 2002.
Dal settembre 2002 all'ottobre 2006 è comandante del reparto territoriale di Roma e successivamente, da ottobre 2006 all'ottobre 2011, assume l'incarico di assistente militare ed aiutante di campo per l'Arma dei Carabinieri del presidente della Repubblica Italiana. Dall'ottobre 2011 all'ottobre 2013 è comandante provinciale di Milano, con il grado di colonnello e dall'ottobre 2013 è comandante provinciale di Roma; promosso generale di brigata, resta nell'incarico fino all'agosto 2016.
Dall'agosto 2016 al dicembre 2023 è capo dell'ufficio legislativo del Ministero della difesa e, promosso generale di corpo d'armata, dal 17 dicembre 2023 al 15 Novembre 2024 è comandante del Comando interregionale carabinieri "Podgora".
Il 24 maggio 2024 è stato nominato dal Consiglio dei ministri su proposta del ministro della difesa Guido Crosetto, vice comandante generale dell'Arma dei Carabinieri e il 1 giugno 2024  è subentrato all'uscente Generale di Corpo d'Armata Riccardo Galletta. Tale incarico viene retto contemporaneamente a quello di Comandante del Comando interregionale carabinieri "Podgora" fino al 15 Novembre 2024.
Il 12 novembre 2024 è stato nominato dal Consiglio dei ministri comandante generale dell'Arma dei Carabinieri, succedendo a Teo Luzi il 15 novembre.